# Attalla
Attalla és una població dels Estats Units a l'estat d'Alabama. Segons el cens del 2007 tenia 6.544 habitants.

## Demografia
Segons el cens del 2000, Attalla tenia 6.795 habitants, 2.672 habitatges, i 1.976 famílies. La densitat de població era de 381,6 habitants/km².
Dels 2.672 habitatges en un 30,2% hi vivien nens de menys de 18 anys, en un 47,6% hi vivien parelles casades, en un 16,4% dones solteres, i en un 31,5% no eren unitats familiars. En el 29% dels habitatges hi vivien persones soles el 13,9% de les quals corresponia a persones de 65 anys o més que vivien soles. El nombre mitjà de persones vivint en cada habitatge era de 2,45 i el nombre mitjà de persones que vivien en cada família era de 3.
Per edats la població es repartia de la següent manera: un 23,7% tenia menys de 18 anys, un 8,9% entre 18 i 24, un 27,3% entre 25 i 44, un 22,4% de 45 a 60 i un 17,7% 65 anys o més.
L'edat mediana era de 38 anys. Per cada 100 dones hi havia 90,2 homes. Per cada 100 dones de 18 o més anys hi havia 86,5 homes.
La renda mediana per habitatge era de 27.444 $ i la renda mediana per família de 39.549 $. Els homes tenien una renda mediana de 30.605 $ mentre que les dones 19.693 $. La renda per capita de la població era de 15.727 $. Aproximadament el 16,4% de les famílies i el 18,6% de la població estaven per davall del llindar de pobresa.

## Poblacions més properes
El següent diagrama mostra les poblacions més properes.